# Cantó de La Tronquièra
El cantó de La Tronquièra és un cantó francès del departament de l'Òlt, situat al districte de Fijac. Té 13 municipis i el cap és La Tronquièra.

## Municipis
- Bessoniás
- Gòrças
- La Bastida
- Ladirat
- La Tronquièra
- Laureças
- Lo Montet e Bojal
- Sabadèl de la Tronquièra
- Sant Cirgue
- Sent Alari
- Sant Miard (Carcí)
- Senalhac de la Tronquièra
- Terron

## Història
| Data d'elecció                           | Identitat             | Partit        | Qualitat |
| ---------------------------------------- | --------------------- | ------------- | -------- |
| 1982-1988                                | Antoine Chibret       | MRG           |          |
| 1988-1994                                | René Goudal           | RPR           |          |
| 1994-2001                                | Jean-Claude Calméjane | PS            |          |
| 2001-2008                                | Claude Galtié         | PS            |          |
| 2008-                                    | Jean-Claude Calméjane | Divers droite |          |
| les dades anteriors no són pas conegudes |                       |               |          |
|                                          |                       |               |          |

## Demografia
| 1962  | 1968  | 1975  | 1982  | 1990  | 1999  | 2006  |
| ----- | ----- | ----- | ----- | ----- | ----- | ----- |
| 3.791 | 4.135 | 3.673 | 3.538 | 3.079 | 2.658 | 2.655 |